# 1998 JD2
1998 JD2 är en asteroid i huvudbältet som upptäcktes den 1 maj 1998 av NEAT vid Haleakalā-observatoriet.